# Weiswampach
Weiswampach é uma comuna do Luxemburgo, pertence ao distrito de Diekirch e ao cantão de Clervaux.

## Economia
A comuna vive principalmente do dia os visitantes. Em Weiswampach estações enorme de gasolina e supermercados podem ser encontrados em que reabastecer especialmente visitantes da Alemanha e da Bélgica baratos e comerciais.

## História
Embora muitos vestígios celtas e romanos foram encontrados nas proximidades, é geralmente aceite que Weiswampach foi formada no século 8, porque o nome, provavelmente derivado do nome do fluxo através da aldeia, aparece pela primeira vez na época dos carolíngios.
A localidade foi manchado pelo assassinato de normandos nos séculos VIII e IX, influenciado pelas cada vez mais fortes Condes de Vianden e famílias relacionadas no século XI quando foi assolada por epidemias e guerras. A Revolução Francesa marcou um ponto de viragem para Weiswampach, quando se tornou um município governado por um prefeito.
Ele viu seu auge em 1871, com 1.701 habitantes. Industrialização e declínio da agricultura, no entanto, foram rápidos para dispersar a população. Nos anos 80, a população caiu para 850. A melhoria das infra-estruturas rodoviárias e da criação de subdivisões, entre outras coisas, desde então tem causado um aumento na população de 1.399 pessoas em 2011. Com o aumento da população tem vindo a construção de um novo escola e uma nova estação de tratamento biológico.

## Demografia
Dados do censo de 15 de fevereiro de 2001:
- população total: 1.152
  - homens: 567
  - mulheres: 585

- densidade: 32,68 hab./km²
- distribuição por nacionalidade:

| Nacionalidade  | População | %      |
| -------------- | --------- | ------ |
| luxemburgueses | 782       | 67,88% |
| estrangeiros   | 370       | 32,12% |
| - portugueses  | 171       | 14,84% |
| - franceses    | 13        | 1,13%  |
| - italianos    | 7         | 0,61%  |
| - belgas       | 93        | 8,07%  |
| - alemães      | 35        | 3,04%  |
| - iuguslavos   | 21        | 1,82%  |
| - outros       | 30        | 2,60%  |

- Crescimento populacional:

| Ano        | População |
| ---------- | --------- |
| 15/02/2001 | 1.152     |
| 01/01/2002 | 1.159     |
| 01/01/2003 | 1.160     |
| 01/01/2004 | 1.203     |
| 01/01/2005 | 1.155     |